# United States Department of Transportation
Het United States Department of Transportation (afgekort USDOT of DOT) is het federale ministerie van de Verenigde Staten dat zich bezighoudt met transport. Het ministerie werd opgericht door een wet van het Congres op 15 oktober 1966. Sinds 28 januari 2025 is Sean Duffy minister van Transport in het kabinet-Trump II.

## Geschiedenis
Voordat dit ministerie werd opgericht viel deze post onder het ministerie van Handel. In 1965 drong Najeeb Halaby, hoofd van de Federal Aviation Administration, er bij toenmalig president Lyndon B. Johnson op aan een ministerie op te richten waaronder de FAA zou komen te vallen.

## Divisies
- Federal Aviation Administration (FAA)
- Federal Highway Administration (FHWA)
- Federal Motor Carrier Safety Administration (FMCSA)
- Federal Railroad Administration (FRA)
- Federal Transit Administration (FTA)
- Maritime Administration (MARAD)
- National Highway Traffic Safety Administration (NHTSA)
- Office of Climate Change and Environment
- Office of Inspector General for the Department of Transportation
- Office of the Secretary of Transportation (OST)
- Pipeline and Hazardous Materials Safety Administration (PHMSA)
- Research and Innovative Technology Administration (RITA)
- Saint Lawrence Seaway Development Corporation (SLSDC)
- Surface Transportation Board (STB)

## Voormalige divisies
- Transportation Security Administration - overdragen aan de Department of Homeland Security in 2003
- United States Coast Guard - overgedragen aan de Department of Homeland Security in 2003